# 요시우라역
요시우라역(일본어: 吉浦駅)은 일본 히로시마현 구레시에 위치한 서일본 여객철도 구레선의 철도역이다. 상대식 승강장 2면 2선의 구조를 갖춘 지상역이다.

## 타는 곳
| 1 | ■ 구레 선 | 상행 | 구레 · 다케하라 방면       |
| 2 | ■ 구레 선 | 하행 | 가이타이치 · 히로시마 방면 |

## 이용 현황
| 연도     | 1일 평균 | 연도     | 1일 평균 |
| 1999년도 | 1,631    | 2007년도 | 1,489    |
| 2000년도 | 1,592    | 2008년도 | 1,457    |
| 2001년도 | 1,527    | 2009년도 | 1,422    |
| 2002년도 | 1,470    | 2010년도 | 1,432    |
| 2003년도 | 1,450    | 2011년도 | 1,440    |
| 2004년도 | 1,479    | 2012년도 | 1,462    |
| 2005년도 | 1,481    | 2013년도 | 1,437    |
| 2006년도 | 1,472    |          |          |
| -------- | -------- | -------- | -------- |

## 역 주변
- 국도 제31호선
- 구레 항

## 인접 역
| 서일본 여객철도 구레선 | 서일본 여객철도 구레선 | 서일본 여객철도 구레선                |
| ---------------------- | ---------------------- | ------------------------------------- |
| 구레 미하라 방면       | ■ 쾌속 '아키지 라이너' | 사카 가이타이치 · 히로시마 방면       |
| 가와라이시 미하라 방면 | ■ 보통                 | 가루가하마 가이타이치 · 히로시마 방면 |